# Kenya Vehicle Manufacturers
Die Kenya Vehicle Manufacturers Limited (KVM) ist ein Automobil- und Nutzfahrzeughersteller mit Unternehmenssitz in Thika, Kenia.

## Geschichte
Bereits seit 1962 stellte die Leyland Kenya Limited einzelne Fahrzeuge aus SKD-Bausätzen her. Im Jahr 1974 stieg das Unternehmen CMC bei mit einer Beteiligung von 33 % bei Leyland Kenya ein.
Ab 1976 startete die Montageproduktion in Thika.
Im Jahr 1989 wurde das Unternehmen nach dem Einstieg eines neuen Investors in Kenya Vehicle Manufacturers umbenannt.
Zu den produzierten Fahrzeugmarken gehören Nissan, Mazda, Land Rover, Mercedes-Benz und Iveco. Im Jahr 1992 wurden zudem Suzuki, Leyland DAF und Mitsubishi genannt.
Seit Dezember 2016 wird bei KVM der Volkswagen Polo unter der Modellbezeichnung Vivo montiert.
Die heutigen Anteilseigner sind die kenianische Regierung (35,0 %), CMC Holdings (32,5 %) und D.T Dobie & Co (K) Ltd (32,5 %).